# Выпучивание
Выпучивание — потеря устойчивости конструкции при приложении внешней нагрузки, сопровождаемая изменением формы.

## Задача Эйлера
Пусть для тонкой балки с постоянным поперечным сечением (S), опора которой имеет шарнирное неподвижное закрепление, а на второй конец закреплённый на подвижном шарнире, действует сила (P) направленная вдоль оси. Тогда при малой силе, напряжение в балке определяется выражением {\displaystyle \sigma =P/S\,.} При увеличении силы после достижения критического значения происходит выпучивание, и балка приобретает кривизну
{\displaystyle \kappa =\pm {\frac {M}{EI}}\,,}
где M — изгибающий момент, I — минимальный момент инерции сечения балки, E — модуль Юнга. Для пологой кривой кривизна запишется через прогиб {\displaystyle v} в виде
{\displaystyle \kappa =\mp {\frac {d^{2}v}{dx^{2}}}\,,}
где изгибающий момент равен {\displaystyle M=\pm Pv\,.} Тогда
{\displaystyle EI{\frac {d^{2}v}{dx^{2}}}=-Pv\,.}
Это дифференциальное уравнение второго порядка решается для граничных условий закрёплённых концов или v(0)=v(l)=0, где l — длина балки. Что приводит к синусоидальной форме балки и значению для критической силы
{\displaystyle P_{c}={\frac {\pi ^{2}EI}{l^{2}}}\,,}
которая называется формулой Эйлера.